# 戴云山羊
戴云山羊是分布在福建省中部戴云山脉一带的山羊品种，属中小型肉用山羊。
纯种羊戴云山羊主要在戴云山脉一带的德化县、永春县、大田县、尤溪县等地。1982年，有20余万只，惠安县最多。
戴云山羊的毛色以全黑为主，亦有少数褐色。体格偏小，体躯沿海比山区大。 成年公羊体重33.2公斤，母羊29.1公斤。戴云山羊有髯有角，角向后两侧弯曲，少数羊无角。少数羊颔下有两个肉铃，有铃者一般无角。
戴云山羊长期生长在中高海拔山区，耐高温、高湿、适应性强。